# Barranc de Contraix
El Barranc de Contraix és un barranc que discorre del tot dins del terme municipal de la Vall de Boí, a la comarca de l'Alta Ribagorça, i dins el Parc Nacional d'Aigüestortes i Estany de Sant Maurici.

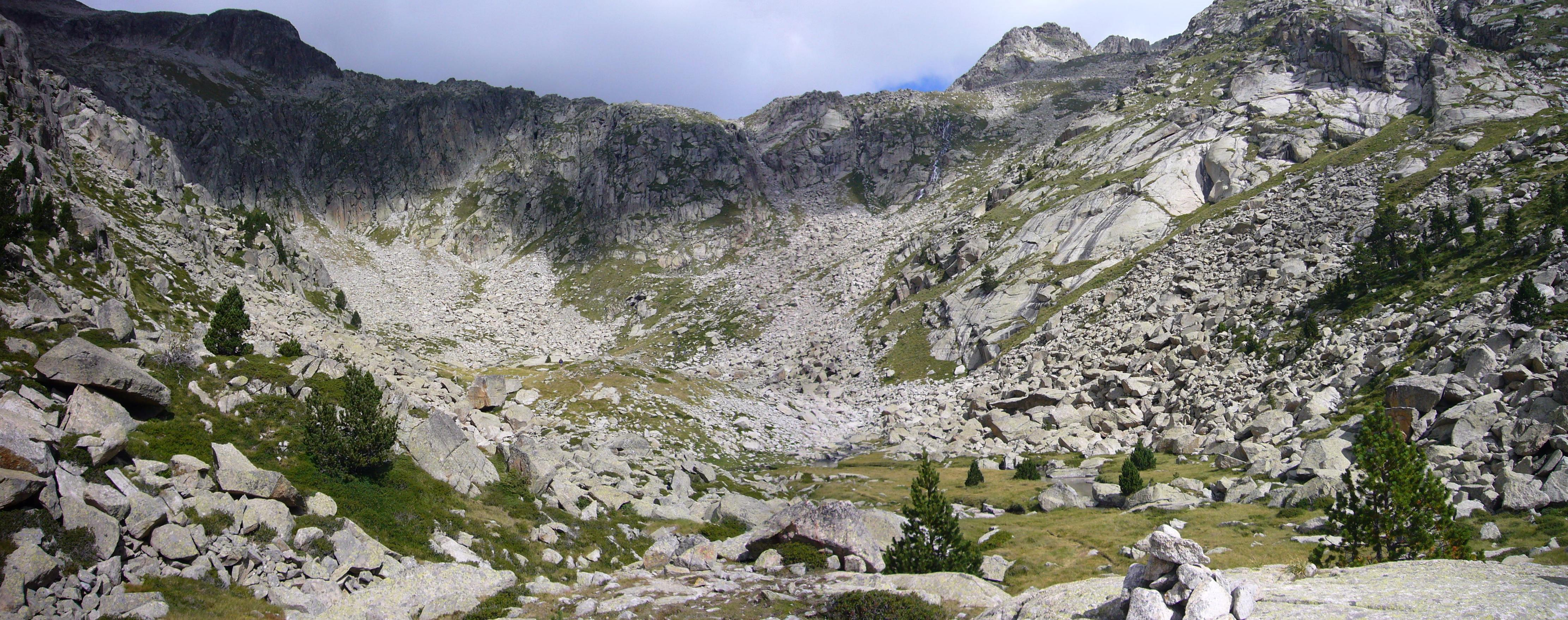
Vall de Contraix.

«Fora de Sarradé i de Colomers d'Espot, és l'única de les grans valls afluents del St. Nicolau que hi desaigua per la dreta, mentre que les altres nou valls hi venen totes per l'esquerra. D'ací el nom, valls contràries. El terme Contraig és un barbarisme introduït per enginyers i cartògrafs».
És afluent per la dreta del Riu de Sant Nicolau. Té el naixement a 2.573 metres, a l'Estany de Contraix, a la Vall de Contraix; el seu curs discorre cap al sud-sud-est i desaigua al capdamunt del Refugi de la Centraleta.